# Lista de deputados estaduais do Pará da 11.ª legislatura
Essa é uma lista de deputados estaduais do Pará eleitos para o período 1987-1991.

## Composição das bancadas
| Partido | Líder                | Bancada | Posição  |
| ------- | -------------------- | ------- | -------- |
| PMDB    | Carlos Kayath        | 25 / 41 | Governo  |
| PDS     | Ronaldo Passarinho   | 6 / 41  | Governo  |
| PFL     | Guaracy Silveira     | 5 / 41  | Oposição |
| PT      | Valdir Ganzer        | 2 / 41  | Oposição |
| PTB     | José Rufino de Sousa | 1 / 41  | Governo  |
| PDT     | Giovani Queiroz      | 1 / 41  | Oposição |
| PMB     | Agostinho Linhares   | 1 / 41  | Oposição |

## Deputados estaduais
Conforme o Tribunal Regional Eleitoral do Pará a coligação "Movimento Democrático Paraense" elegeu vinte e cinco deputados estaduais pelo PMDB, seis pelo PDS e uma pelo PTB perfazendo trinta e duas cadeiras. Dentre as vagas restantes cinco ficaram com o PFL, duas com o PT, uma com o PDT e uma com o PMB.
| Número | Deputados estaduais eleitos | Partido | Votação | Percentual | Cidade onde nasceu    | Unidade federativa |
| 15569  | Carlos Kayath               | PMDB    | 21.406  |            | Belém                 | Pará               |
| 15882  | Nicias Ribeiro              | PMDB    | 19.778  |            | Belém                 | Pará               |
| 15796  | Maria de Nazaré Barbosa     | PMDB    | 18.556  |            | Salvador              | Bahia              |
| 15680  | Alcides Corrêa              | PMDB    | 17.037  |            | Santarém              | Pará               |
| 15478  | Mariuadir Santos            | PMDB    | 15.152  |            | Abaetetuba            | Pará               |
| 15683  | Itamar Francês              | PMDB    | 14.536  |            | Ananindeua            | Pará               |
| 15782  | Fernando Ribeiro            | PMDB    | 14.498  |            | Belém                 | Pará               |
| 15797  | Óti Santos                  | PMDB    | 13.841  |            | Castanhal             | Pará               |
| 12808  | Giovani Queiroz             | PDT     | 13.792  |            | Campina Verde         | Minas Gerais       |
| 11307  | Kzan Lourenço               | PDS     | 13.238  |            | Belém                 | Pará               |
| 15119  | Luís Maria Soares           | PMDB    | 13.134  |            | Cachoeira do Arari    | Pará               |
| 15268  | Haroldo Bezerra             | PMDB    | 12.797  |            | Marabá                | Pará               |
| 15813  | Aldebaro Klautau            | PMDB    | 12.711  |            | Belém                 | Pará               |
| 15456  | João de Deus Ferreira       | PMDB    | 12.474  |            | Abaetetuba            | Pará               |
| 11751  | José Diogo                  | PDS     | 11.836  |            | Belém                 | Pará               |
| 15395  | Manoel Franco               | PMDB    | 11.725  |            | Marituba              | Pará               |
| 15798  | Wandenkolk Gonçalves        | PMDB    | 11.636  |            | Itupiranga            | Pará               |
| 15742  | Mário Chermont              | PMDB    | 11.330  |            | Rio de Janeiro        | Rio de Janeiro     |
| 15427  | José Francisco Nascimento   | PMDB    | 10.961  |            | Redenção              | Pará               |
| 15449  | Carlos Cavalcante           | PMDB    | 10.057  |            | Castanhal             | Pará               |
| 15715  | Hamilton Guedes             | PMDB    | 9.812   |            | Belém                 | Pará               |
| 15339  | Paulo Dutra                 | PMDB    | 9.766   |            | Dom Eliseu            | Pará               |
| 15932  | Nuno Miranda                | PMDB    | 9.764   |            | Jacundá               | Pará               |
| 11593  | Fernando Bahia              | PDS     | 9.717   |            | Acará                 | Pará               |
| 13108  | Valdir Ganzer               | PT      | 9.643   |            | Iraí                  | Rio Grande do Sul  |
| 15722  | Agenor Moreira              | PMDB    | 9.203   |            | Cametá                | Pará               |
| 14752  | José Rufino de Sousa        | PTB     | 9.180   |            | Benevides             | Pará               |
| 15528  | Nonato Vasconcelos          | PMDB    | 8.679   |            | Belém                 | Pará               |
| 15566  | Nilçon Pinheiro             | PMDB    | 8.569   |            | Alenquer              | Pará               |
| 15225  | Themístocles Nascimento     | PMDB    | 8.511   |            | Itupiranga            | Pará               |
| 15997  | João Carlos Batista         | PMDB    | 8.309   |            | Novo Progresso        | Pará               |
| 25448  | Guaracy Silveira            | PFL     | 8.084   |            | Belém                 | Pará               |
| 25922  | Emílio Ramos                | PFL     | 7.813   |            | Rurópolis             | Pará               |
| 11678  | Nilton Peres                | PDS     | 7.674   |            | Cametá                | Pará               |
| 11111  | Ronaldo Passarinho          | PDS     | 6.935   |            | Belém                 | Pará               |
| 11606  | Edson Matoso                | PDS     | 6.606   |            | Capanema              | Pará               |
| 25461  | Raimundo Santos             | PFL     | 6.313   |            | Belém                 | Pará               |
| 13624  | Edmilson Rodrigues          | PT      | 5.937   |            | Belém                 | Pará               |
| 25414  | Célio Sampaio               | PFL     | 5.743   |            | Castanhal             | Pará               |
| 25668  | Antônio Zacarias            | PFL     | 5.516   |            | São Francisco do Pará | Pará               |
| 26643  | Agostinho Linhares          | PMB     | 4.284   |            | São Vicente Ferrer    | Maranhão           |